# 藤巻健史
藤巻 健史（ふじまき たけし、1950年6月3日 - ）は、日本の政治家、経済評論家、債券・為替・株式トレーダー。日本維新の会所属の元参議院議員（2期）。株式会社フジマキ・ジャパン代表取締役、東洋学園大学理事。
モルガン銀行（現JPモルガン・チェース銀行）東京支店長兼日本代表、ジョージ・ソロスのアドバイザー、一橋大学経済学部非常勤講師、早稲田大学大学院非常勤講師などを経て政界入りし、日本維新の会常任役員・政務調査会長代行を務めた。学位はMBA。

## 経歴
東京都出身。雙葉小学校附属幼稚園、東京教育大学附属小学校、東京教育大学附属中学校・高等学校を経て、1970年に一橋大学商学部入学。大学では岡本清教授（会計学者）のゼミナールに所属。
大学卒業後、1974年三井信託銀行（現三井住友信託銀行）に入社、3年半千葉支店で勤務する。同支店では内部事務とリテール業務に従事する。同グループ全体で預金集めでトップセールスマンとなった。米国ノースウェスタン大学ケロッグ経営大学院に社費留学し、1980年6月、同大を修了しMBAを取得した。留学から帰国後、ディーリングルームに配属。本店外国部、ロンドン支店勤務の後、1985年7月に退社。
1985年9月にモルガン銀行（現JPモルガン・チェース銀行）に転職した。モルガン銀行では東京支店資金部を経て、1990年東京支店資金為替部長、1995年東京支店長を務めたのち、2000年3月に退社した。
2000年にジョージ・ソロスのアドバイザーを、2002年から2003年までは三洋電機のアドバイザーを務めた。フジマキ・ジャパンの代表取締役の傍ら、経済人として各種マスコミで活動。2007年3月、金融庁「東京市場国際化」スタディーグループのメンバーに就任。
1999年から一橋大学経済学部で13年間、2002年から早稲田大学大学院商学研究科で6年間、非常勤講師を務め半年間の教鞭をとっている。2002年には神戸大学経済学部、2004年から早稲田大学大学院公共経営研究科で5年間非常勤講師を務めた。2007年金融庁審議会専門委員。2008年から電気通信事業者協会アドバイザー、学校法人東洋学園大学評議員、2012年より学校法人東洋学園大学理事。
2013年、日本維新の会より、第23回参議院議員通常選挙参議院比例区に立候補し、初当選を果たす。日本維新の会・国会議員団政策調査・副会長就任。2014年から日本維新の会参議院政務調査会長及び千葉県総支部代表。
2015年からおおさか維新の会所属参議院議員及び、東京維新の会代表、千葉維新の会代表。2016年からおおさか維新の会政務調査会長代行兼務。
党名が日本維新の会に変わったのち、日本維新の会政調会長代行、埼玉維新の会代表、千葉維新の会の代表を務めた。
2019年の第25回参議院議員通常選挙では比例区から立候補したものの、次点で落選した。
2020年、旭日中綬章を受章。2023年、株式会社かぜ顧問に就任。
2024年1月3日、参議院議員の室井邦彦が死去したことに伴い欠員が生じたため、同月18日に総務省で開かれた選挙会 で繰り上げ当選が決定した。
2025年5月9日、取材に対し同年7月の第27回参議院議員通常選挙に立候補せず政界を引退する意向を示した。

## 政策・主張
- 日本経済は40年、30年、20年、10年どのスパンで見ても、世界先進国でダントツに低い名目GDPの伸びだったことを理解し、その原因分析と対処が政治家の責務と強調している。自身は日本の社会主義的経済運営と国力に比べて強すぎた円が原因と分析[14]。
- 異次元緩和ではなく、税制改正、ドル建て日本国債の発行、（預金、貸付にも適用の）マイナス金利政策、日銀の米国債購入等で円安誘導をすることによるデフレ脱却を主張[15]。
- 米国で論争になっている「財政赤字をどれだけ膨らませても問題ない」とする「現代貨幣理論（MMT）」を日本では「異次元緩和」という形で実験している、と現在の日銀の「異次元緩和政策」を強く非難している。日銀は伝統的金融政策に固着すべしが主張[16]。
- ブロックチェーン、暗号資産が将来の日本のメシのタネになると主張。「仮想通貨税制を変える会」の会長を務めている。
- 「結果平等ではなく。機会平等を目指すべし」、「格差是正は富者を引きずり降ろすことではなく低所得層を引き上げることにより達成すべし」が持論 [17]。
- 国会でアベノミクスを問い続けている国会議員は少ないが、熱心な議員の一人が藤巻である。藤巻は、安倍首相や黒田日銀総裁に政策のおかしさを重ねて質問している[18]。
- 岩田規久男は、「経済理論や自らのビジネスの経験を踏まえて、私の理論とご自身の理論とを戦わせることによって、真実に迫ろうとしている。質問するときの態度も、少しも不遜なところがなく、参考人の人格を尊重している。したがって、質疑が議論になり、気持ちがよく、再び参考人として呼ばれても、気持ちよく国会に出向く気になれる。この意味で、藤巻議員は人格者である。」と藤巻を評している[19]。

## 人物
- 弟で元参議院議員（結いの党所属）の藤巻幸夫（2014年3月死去）と共に、「朝日新聞土曜日版be」にて「やっぱりフジマキに聞け」（連載開始よりタイトルを変えながら7年間にわたり執筆）を連載。2011年1月から週刊朝日で「案ずるよりフジマキに聞け」を連載中。
- 2000年分の長者番付では、全国29位にランクインした。

## 政治資金
2016年11月から12月にかけて、藤巻の資金管理団体が計100万円超を「自動車修理代」として高級外車ディーラーに支出していた。この車は藤巻が所有する自家用車で、関係者によれば自動車税や保険料も政治資金から支出していたが、藤巻は取材に対し「国会、議員会館への往復や政治活動に使っている。9割以上が政治活動」と釈明。一方、識者からは「自家用車で通勤している人に会社から自家用車の修理代は出ない。本来はポケットマネーで負担すべきものだ」との批判も出た。

## 家族・親族
- 曽祖父・伊三郎（生没年不明）
新潟県人。三男・氾兵は石川達元の養子に入り、のち博士（医学）を取得。石川病院長を務めた[21]。
- 祖父・太一（1881年4月 - 没年不明）
1930年、甥・敏太郎から分家する。1904年、旧制東京高等商業学校（一橋大学）を卒業し、第一銀行に入行[22][23]。その後、朝鮮銀行に転じ初代ニューヨーク支店長を務めた。また、甲子不動産株式会社（朝鮮銀行の子会社）の重役を務めていた[23]。
- 父・邦夫（1919年7月 - 没年不明） 
慶應義塾大学経済学部出身で、元東芝社員[22][23]。
- 伯父・良二（1912年3月 - 没年不明）
カメラマン。満州国協和会元勤務[23]。
- 伯父・時男（1910年11月 - 没年不明）
慶應義塾大学医学部放射線科助教授・客員教授・慶應義塾大学医学部月ヶ瀬温泉療養所所長[23]。
- 叔父・柳川覚治
- 弟・藤巻幸夫
異母弟。父・邦夫が後妻との間にもうけた子。
- 長男・藤巻健太

## 友人・同期
参議院議員の宮澤洋一とは、小・中9年間のクラスメイト、雙葉小学校付属幼稚園のクラスメートに柳井準元三菱商事副社長、高校の同級生には岡本保（元総務事務次官）・稲葉延雄（NHK会長）・目賀田周一郎（元外交官）らがいる。魚住昭（ジャーナリスト）、鈴木和宏（検察官、元福岡高等検察庁検事長）は大学前期クラス（ロシア語）の同級生。廣本敏郎（一橋大学名誉教授）はゼミの1年後輩。

## 著書
- 『外資の常識』 日経BP社、2001年3月
- 『藤巻健史の実践・金融マーケット集中講義』 光文社、2003年10月
- 『藤巻兄弟の大人塾』 朝日新聞社、2003年12月
- 『マネーはこう動く―知識ゼロでわかる実践・経済学』 光文社、2007年
- 『フジマキに聞け』朝日新聞社、2007年3月
- 『日本破綻 「その日」に備える資産防衛術 2010年
- 『日本大沈没  、2012年
- 『なぜ日本は破綻寸前なのに円高なのか  、2012年
- 『経済のことはみんなマーケットで学んだ ~外資で働き、金融で成功する方法~』 徳間書店、2012年
- 『迫り来る日本経済の崩壊  、2014年
- 『吹けば飛ぶよな日本経済 破綻後の新しい国をつくる  、2015年
- 『日銀失墜、円暴落の危機』 幻冬舎、2015年
- 『 国家は破綻する 「日本は例外」にはならない!  、2016
- 『国も企業も個人も今はドルを買え！』 PHP研究所、2015年
- 『異次元緩和に「出口」なし! 日銀危機に備えよ , 2017年
- 『日本破綻「株・債券・円」のトリプル安が襲う 幻冬舎、2018年
- 『コロナショック＆Ｘデーを生き抜くお金の守り方』PHP研究所、2020年
- 『日本・破綻寸前 自分のお金はこうして守れ! 、2020年

他多数

## 論文
- International Economy: 「Central Banks should stick to traditional monetary policy」「Using its weak currency, China will dominate the world」他
- 地銀協月報:「アベノミクス後への備え」「リーマンショック後を振り返って」
- 全国銀行協会「金融」:　「通貨体制の在り方」
- 日本経済新聞　経済教室　「円安による資産デフレ脱却」
- 朝日新聞　オピニオン「企業買収の本格化」　他多数

## テレビ番組
- 「ブロードキャスター」(TBS) アンカーマン
- 「英語でしゃべらナイト」
- 「深層NEWS」
- 「BSフジLIVE プライムニュース」
- 英国放送協会 (BBC) ニュース(英語)
- 日経スペシャル カンブリア宮殿 「伝説のディーラー・フジマキが説く "ニッポンのお金"の行方？」（2006年8月7日、テレビ東京）- フジマキ・ジャパン 代表取締役 藤巻健史氏出演[27]。